# Pokéwalker

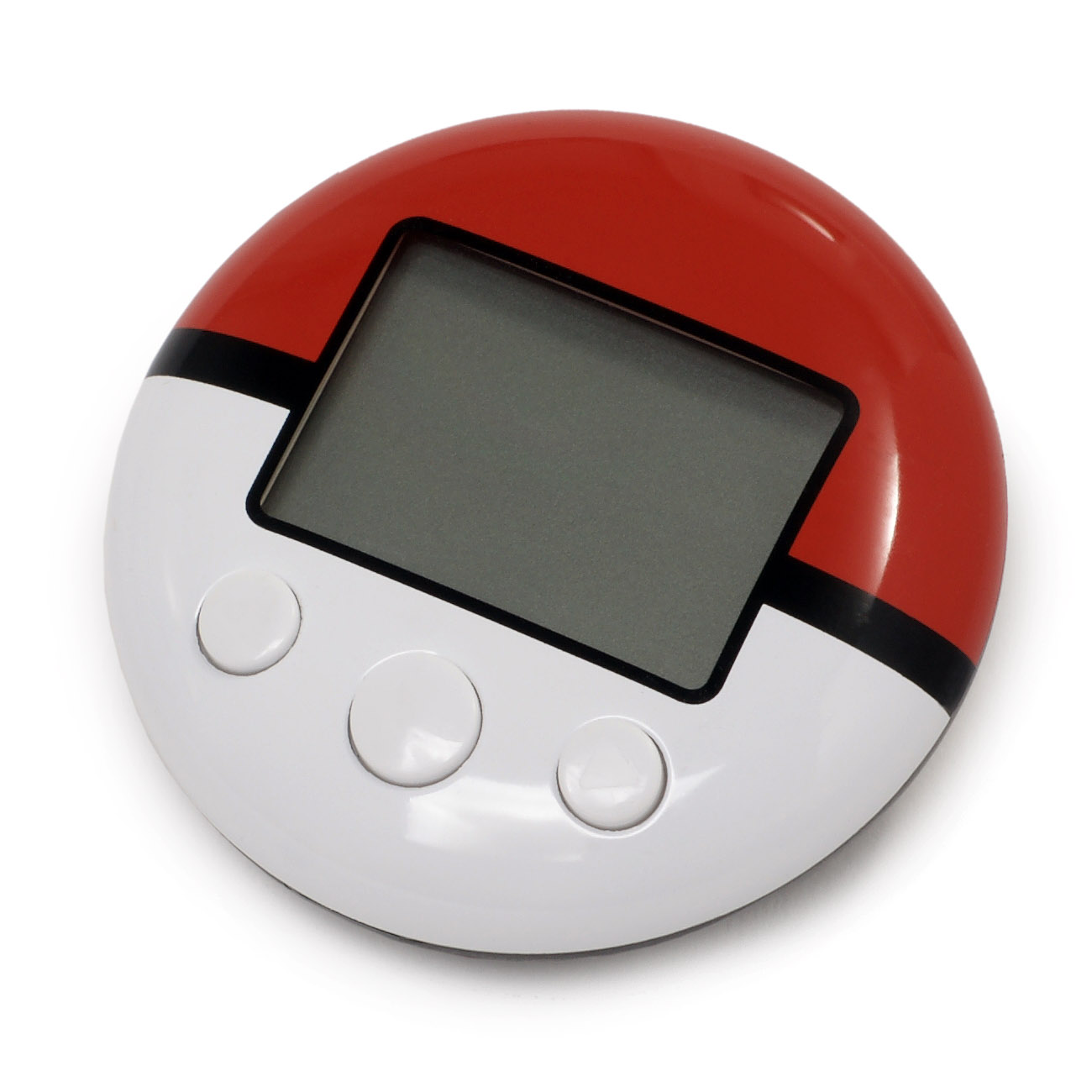
De Pokéwalker wordt gebundeld met Pokémon HeartGold en SoulSilver.

De Pokéwalker (ポケウォーカー, Pokewōkā) is een op een Pokébal gelijkende stappenteller die via infraroodsignalen verbinding kan maken met Pokémon HeartGold en SoulSilver-spelkaarten voor de Nintendo DS.

## Werking
De speler kan een Pokémon overzetten naar de Pokéwalker vanuit "HeartGold" of "SoulSilver". Elke keer dat de speler een stap zet, krijgt de Pokémon binnenin ervaringspunten en verdient de speler "Watts", een soort in-game valuta die ook werd gebruikt op de Pokémon Pikachu-Tamagotchi. Spelers kunnen ook verschillende Pokémon vangen op het apparaat en voorwerpen krijgen, en deze vervolgens overzetten naar het spel. Het apparaat wordt gebundeld met de spellen.
Wanneer spelers een Pokémon van hun spel naar hun Pokéwalker overzetten, kunnen ze kiezen welke route ze met hun Pokémon willen nemen. Afhankelijk van de route die de speler kiest (zoals in een grasland of aan zee), komen ze verschillende wilde Pokémon en voorwerpen tegen. Wanneer spelers hun reizen met de Pokéwalker beginnen, is de lijst met routes waaruit ze kunnen kiezen kort. Naarmate spelers wandelingen maken met hun Pokémon, worden er meer routes ontgrendeld met extra Pokémon en voorwerpen.
Vanwege de efficiënte nauwkeurigheid in vergelijking met sommige andere stappentellers, is het technische ontwerp van de Pokéwalker sindsdien hergebruikt voor andere titels, zoals "Wii Fit U", dat compatibel is met de Fit Meter stappenteller, een accessoire dat hardware en ontwerp deelt met de Pokéwalker.

## Kritiek
Een kritiekpunt op de Pokéwalker is het gemak van "vals spelen" of "hacken" waarbij spelers opzettelijk kunstmatige situaties creëren die wandelen nabootsen. Dit heeft vervolgens geleid tot meerdere soorten Pokéwalker-cheats waardoor Pokémon ervaring opdoen zonder dat de gebruiker de bedoelde inspanning levert.